# Tulkarem
Tulkarem (in arabo طولكرم‎?, Ṭūlkarm) è una città palestinese nel nordovest della Cisgiordania, appartenente alla wilāya di Tulkarem. Secondo il Palestinian Central Bureau of Statistics, la città e il suo adiacente campo-profughi hanno una popolazione complessiva di 64.532 abitanti nel 2017. La sua superficie è di 28.793 dunum (28 chilometri quadrati).
È situata 9 km ad ovest di Anabta.

## Origine e nome
Le origini della città possono essere rintracciate almeno nel III secolo d. C., allorché essa aveva il nome di "Berat Soreqa", e nei secoli successivi prima della conquista araba, quando si chiamava "Tur Karma" (che in aramaico significa "monte dei vigneti"), dal momento che la città era nota per la sua fertilità e per i vigneti che la circondavano. Il nome "Tur Karma" fu quindi arabizzato in "Tul Karem". Il nome aramaico di Tulkarem fu usato dagli abitanti Samaritani che vi si insediarono nel Medioevo e dai Crociati. "Kerem" significa "vigneto" in ebraico e il nome è ricordato nella Bibbia:
(Libro Biblico di Geremia, 31:5)

## Localizzazione
La città è situata sulla parte occidentale della Cisgiordania settentrionale, alle pendici delle montagne della Samaria, a circa 15 km a ovest di Nablus e a 15 km a est della città costiera di Netanya. È circondata dalla Barriera di separazione israeliana che segue a ovest la linea di cessate il fuoco del 1948. La sua posizione a metà fra una pianura e le montagne l'ha resa importante sotto un profilo commerciale e strategico e si sono compiuti grandi sforzi per un suo adeguato sviluppo. In passato, Tulkarem era una stazione di posta e un centro mercantile di prodotti provenienti dalla città e dai villaggi e gli insediamenti agricoli circostanti, come pure un punto di transito per gli eserciti che dall'Egitto si recavano in Siria e viceversa.

## Regime delle terre
Tulkarem è stata edificata su un'area relativamente più elevata di quella circostante.
La terra coltivabile di Tulkarem permette agli abitanti di produrre cedri, meloni, olive, olio d'oliva, pomodori, patate, frumento, sesamo, arachidi, melanzane, peperoncino, fagiolini, guava (cosiddetto "pero dell'India") e altri prodotti ancora.
Tulkarem si contraddistingue per l'effetto moderato sul suo clima prodotto dalle brezze marine. La temperatura normalmente non supera nel mese di agosto i 27 °C, mentre in febbraio la temperatura normalmente non va sotto i 13,5 °C, l'umidità è moderata d'estate (circa 40-70%), sebbene essa cresca d'inverno a un livello del 70-85%. Il regime delle precipitazioni annuo si aggira intorno ai 550 mm di pioggia, non concentrata e irregolare: caratteristica questa dell'intero bacino mediterraneo.
Il territorio cisgiordanico di Tulkarem è stato definito dall'accordo interinale "Oslo II" come Area 'A', ovvero sotto il pieno controllo palestinese.

## Geografia fisica

### Clima
Il clima di Tulkarem è subtropicale, con un regime di precipitazioni limitato all'inverno. La temperatura ordinaria si colloca fra gli 8 e i 16 °C d'inverno, mentre il range della temperatura estiva oscilla fra i 17 e i 30 °C.

### Precipitazioni
La stagione delle piogge nel Governatorato di Tulkarm inizia normalmente in ottobre e prosegue fino a maggio. Almeno il 70% delle piogge cade fra dicembre e febbraio, mentre il 20% delle piogge annuali cade fra ottobre e novembre. La pioggia fra giugno e settembre è rara e non incide che in minima misura sulle cifre complessive delle precipitazioni annue. Tra luglio e agosto non piove praticamente mai, fatta accezione per un'improvvisa pioggia che cadde nella misura di 1,5 mm. il 10 luglio 1995 a Tulkarem. La media annua di piogge nella città di Tulkarem è stata di 642 mm. nel periodo 1952-1995.

## Infrastrutture e trasporti
Le strade del distretto di Tulkarm sono classificate in tre categorie: la prima è quella delle strade a solida pavimentazione a due mezzerie che uniscono Tulkarem a Qalqiliya e ad altre località del distretto. La seconda è costituita da strade a pavimentazione solida a una sola corsia e che uniscono le comunità rurali. La terza è costituita da strade non pavimentate (strade bianche) che caratterizza la massima parte delle aree rurali. Si deve ricordare che la maggioranza delle strade del distretto di Tulkarem è del tutto carente di misure di sicurezza (corsie di sosta, guard-rail, colonnine di SOS, ecc.).
I servizi di trasporto disponibili nel distretto di Tulkarem comprendono corriere e taxi, oltre ai veicoli privati. Tuttavia, a causa dell'insufficienza del sistema di trasporto pubblico organizzato, un'alta percentuale di veicoli privati sono usati dai proprietari per il trasporto di passeggeri tra le varie comunità. Questo genere di trasporto è pericoloso per la mancanza di misure di sicurezza e per il fatto che i conducenti che operano con questi veicoli non sono qualificati per il trasporto pubblico. Inoltre non sono di norma coperti da alcuna assicurazione i rischi di un simile trasporto.
Il 52% dell'intera popolazione del distretto non ha alcuna possibilità di fruire di servizi telefonici.

## Istruzione
Gli istituti d'istruzione universitaria, rispettivamente articolati su un percorso di studio biennale e su uno quadriennale, fanno riferimento all'Istituto Khodori e alla Università Khodori. Inoltre esiste una succursale dell'Università libera Al-Quds e due sedi della Università nazionale al-Najah. Vi sono infine quattro licei: due per ragazzi e due per ragazze.

## Sport
Tulkarm ha due squadre di calcio semi-professionistiche: una è la Thaqafi Tulkarem (Tulkarm culturale), l'altra è il Markaz Shabāb Tulkarem (Centro giovanile Tulkarm). Entrambe fanno parte della I Divisione della Lega Palestinese. Esiste uno stadio principale (Stadio di Tulkarem) e altri campi di minore rilevanza.